# タイ・プレミアリーグ2009
タイ・プレミアリーグ2009は、1996-97シーズンに創設されてから13シーズン目のタイ・プレミアリーグである。大会名はタイ・プレミアリーグ（タイ語: ไทย พรีเมียร์ ลีก, 英語: Thai Premier League）。

## 概要
2009年シーズンは、昨年のタイ・ディヴィジョン1リーグの上位3チームが昇格した。ムアントン・ユナイテッド、シーラーチャーは初昇格、Rajnavy Rayongは2シーズンぶりのプレミアリーグ復帰となった。
ムアントン・ユナイテッドが初優勝を果たした。ムアントン・ユナイテッドはプレミアリーグ昇格初年度にリーグ優勝を果たした初のチームとなった。ムアントン・ユナイテッドはAFCチャンピオンズリーグ2010の予選プレーオフ出場権、タイFAカップ2009優勝のタイ・ポートはAFCカップ2010出場権を獲得した。シーラーチャー、チュラ・ユナイテッド、ナコーンパトムはディヴィジョン1リーグへ降格する。
BECテロ・サーサナのアーノン・サンサノイが18得点で得点王に輝いた。アーノン・サンサノイは2シーズン連続、通算2回目の得点王。年間最優秀監督にはムアントン・ユナイテッドのアッタポル・プスパコムが選出された。

## 所属チーム（2009年シーズン）
| チーム                                           | 場所                   | ホームスタジアム                                         |
| ------------------------------------------------ | ---------------------- | -------------------------------------------------------- |
| プロヴィンシャル・エレクトリシティ・オーソリティ | アユタヤ県             | アユタヤ県セントラル・スタジアム                         |
| チョンブリー                                     | チョンブリー県         | プリンセス・シリントーン・スタジアム                     |
| BECテロ・サーサナ                                | バンコク               | BECテロ・サーサナ・ノーンチョーク・スタジアム            |
| オーソットサパー1                                | サラブリー県           | サラブリー県セントラル・スタジアム                       |
| TOT                                              | カーンチャナブリー県   | クリップ・ブア・スタジアム                               |
| バンコク・グラス2                                | パトゥムターニー県     | クローン6スタジアム                                      |
| サムットソンクラーム                             | サムットソンクラーム県 | サムットソンクラーム県セントラル・スタジアム             |
| チュラ・ユナイテッド                             | バンコク               | チュラーロンコーン・ユニバーシティ・スタジアム           |
| ナコーンパトム                                   | ナコーンパトム県       | Kasetsat Kamphengsaen University Stadium                 |
| バンコク・ユナイテッド3                          | バンコク               | タイ・ジャパニーズ・スタジアム                           |
| パタヤ・ユナイテッド4                            | チョンブリー県         | ノーンプルー・ミュニシパリティ・フットボール・フィールド |
| TTMサムットサーコーン5                           | サムットサーコーン県   | Institute of Physical Education Samut Sakhon Stadium     |
| タイ・ポート6                                    | バンコク               | PATスタジアム                                            |
| ムアントン・ユナイテッド                         | ノンタブリー県         | サンダードーム・スポーツ・コンプレックス                 |
| シーラーチャー                                   | チョンブリー県         | プリンセス・シリントーン・スタジアム                     |
| Rajnavy Rayong7                                  | ラヨーン県             | ラヨーン県セントラル・スタジアム                         |

- 2008年シーズンの成績順。

### チーム名の変更
1 オーソットサパー・M-150 FCは、シーズン中にオーソットサパー・M-150・サラブリーFCに変更した。

2 クルン・タイ・バンクFCは、クラブを買収され、バンコク・グラスFCに変更された。

3 バンコク・ユニバーシティFCは、バンコク・ユナイテッドFCに変更した。

4 コーク・バンプラ・チョンブリーFCは、クラブを買収され、パタヤ・ユナイテッドFCに変更された。

5 タイ・タバコ・モノポリーFCは、TTMサムットサーコーンFCに変更した。

6 ポート・オーソリティ・オブ・タイランドFCは、タイ・ポートFCに変更した。

7 ロイヤル・タイ・ネイビーFCは、Rajnavy Rayong FCに変更した。

## 順位表
| 順 | チーム                       | 試 | 勝 | 分 | 敗 | 得 | 失 | 差  | 点 | 出場権または降格                                 |
| -- | ---------------------------- | -- | -- | -- | -- | -- | -- | --- | -- | ------------------------------------------------ |
| 1  | ムアントン・ユナイテッド     | 30 | 19 | 8  | 3  | 48 | 20 | +28 | 65 | AFCチャンピオンズリーグ2010 予選プレーオフに出場 |
| 2  | チョンブリー                 | 30 | 18 | 8  | 4  | 50 | 30 | +20 | 62 |                                                  |
| 3  | バンコク・グラス             | 30 | 16 | 8  | 6  | 45 | 31 | +14 | 56 |                                                  |
| 4  | BECテロ・サーサナ            | 30 | 15 | 6  | 9  | 53 | 34 | +19 | 51 |                                                  |
| 5  | オーソットサパー・サラブリー | 30 | 13 | 8  | 9  | 36 | 32 | +4  | 47 |                                                  |
| 6  | タイ・ポート                 | 30 | 12 | 8  | 10 | 33 | 30 | +3  | 44 | AFCカップ2010 グループステージに出場             |
| 7  | TOT                          | 30 | 10 | 12 | 8  | 33 | 33 | 0   | 42 |                                                  |
| 8  | TTMサムットサーコーン        | 30 | 8  | 13 | 9  | 29 | 32 | −3  | 37 |                                                  |
| 9  | PEA                          | 30 | 9  | 9  | 12 | 37 | 41 | −4  | 36 |                                                  |
| 10 | サムットソンクラーム         | 30 | 9  | 7  | 14 | 22 | 31 | −9  | 34 |                                                  |
| 11 | パタヤ・ユナイテッド         | 30 | 7  | 11 | 12 | 27 | 33 | −6  | 32 |                                                  |
| 12 | ラジネイビー・ラヨーン       | 30 | 8  | 6  | 16 | 28 | 39 | −11 | 30 |                                                  |
| 13 | バンコク・ユナイテッド       | 30 | 5  | 15 | 10 | 24 | 34 | −10 | 30 |                                                  |
| 14 | シーラーチャー               | 30 | 8  | 6  | 16 | 28 | 34 | −6  | 30 | タイ・ディヴィジョン1リーグ2010へ降格            |
| 15 | チュラ・ユナイテッド         | 30 | 4  | 14 | 12 | 29 | 47 | −18 | 26 | タイ・ディヴィジョン1リーグ2010へ降格            |
| 16 | ナコーンパトム・ユナイテッド | 30 | 6  | 7  | 17 | 32 | 53 | −21 | 25 | タイ・ディヴィジョン1リーグ2010へ降格            |

1. ↑  タイ・ポートは、タイFAカップで優勝したことにより、AFCカップの出場権を獲得した。

## 得点ランキング
| 順位 | 選手                                                  | チーム                                                                     | 得点 |
| ---- | ----------------------------------------------------- | -------------------------------------------------------------------------- | ---- |
| 1    | アーノン・サンサノイ（Anon Sangsanoi）                | BECテロ・サーサナ                                                          | 18   |
| 2    | モハメド・コネ（Mohamed Koné）                        | チョンブリー                                                               | 14   |
| 3    | ナンタワット・タエンソパ                              | バンコク・グラス                                                           | 11   |
| 4    | サミュエル・グベンガ・アジャイ（Samuel Gbenga Ajayi） | バンコク・グラス                                                           | 10   |
| 4    | ダンゴ・シアカ（Dango Siaka）                         | ムアントン・ユナイテッド                                                   | 10   |
| 4    | ピパット・トンカンヤー（Pipat Thonkanya）             | タイ・ポート                                                               | 10   |
| 7    | アルチット・スントーンピット（Arthit Sunthornpit）    | チョンブリー                                                               | 9    |
| 7    | サラーユット・チャイカムディー（Sarayoot Chaikamdee） | オーソットサパー・サラブリー                                               | 9    |
| 7    | ソンポン・ソレブ（Sompong Soleb）                     | チュラ・ユナイテッド                                                       | 9    |
| 7    | ヤヤ・アルファ・スマホロ（Yaya Alfa Soumahoro）       | ムアントン・ユナイテッド                                                   | 9    |
| 7    | Suriya Domtaisong                                     | ムアントン・ユナイテッド, プロヴィンシャル・エレクトリシティ・オーソリティ | 9    |

### ハットトリック
| 選手                 | チーム               | 対戦相手                                         | 達成日        |
| -------------------- | -------------------- | ------------------------------------------------ | ------------- |
| ソンポン・ソレブ     | チュラ・ユナイテッド | プロヴィンシャル・エレクトリシティ・オーソリティ | 2009年9月12日 |
| アーノン・サンサノイ | BECテロ・サーサナ    | TOT                                              | 2009年10月7日 |

## 表彰
- 得点王 :  アーノン・サンサノイ （BECテロ・サーサナ）
- 年間最優秀ディフェンダー賞 :  ジェサダー・ジッサワット （ムアントン・ユナイテッド）
- 年間最優秀ミッドフィールダー賞 :  Kittipol Paphunga （BECテロ・サーサナ）
- 年間最優秀フォワード賞 :  ピパット・トンカンヤー （タイ・ポート）
- 年間最優秀若手選手賞 :  Kabfah Boonmatoon（オーソットサパー・サラブリー）
- 年間最優秀監督賞 :  アッタポル・プスパコム （ムアントン・ユナイテッド）

## FAカップ
タイFAカップ2009は、タイ・ポートが決勝でBECテロ・サーサナに1-1（PK 5-4）で勝利した。タイ・ポートはAFCカップ2010出場権を獲得した。

## コー・ロイヤルカップ
コー・ロイヤルカップ2010は、プレミアリーグ優勝のムアントン・ユナイテッドがFAカップ優勝のタイ・ポートに2-0で勝利した。

## タイ・ディヴィジョン1リーグ
タイ・ディヴィジョン1リーグ2009は、ポリス・ユナイテッドが優勝した。ポリス・ユナイテッド、2位のロイヤル・タイ・アーミー、3位のシーサケートは来シーズンのプレミアリーグに昇格する。